# تپه خضرآباد
تپه خضر آباد مربوط به هزاره اول قبل از میلاد است و در شهرستان جیرفت، بخش عنبرآباد، روستای خضر آباد واقع شده و این اثر در تاریخ ۱۱ دی ۱۳۸۰ با شمارهٔ ثبت ۴۵۸۷ به‌عنوان یکی از آثار ملی ایران به ثبت رسیده است.